# Evergestis manglisalis
Evergestis manglisalis is een vlinder uit de familie van de grasmotten (Crambidae). De wetenschappelijke naam van de soort is voor het eerst in 1877 gepubliceerd door Nikolai Grigorevitsj Ershov.
De soort komt voor in Georgië, Armenië en Iran.